# Vicia galeata
Vicia galeata är en ärtväxtart som beskrevs av Pierre Edmond Boissier. Vicia galeata ingår i släktet vickrar, och familjen ärtväxter. Inga underarter finns listade i Catalogue of Life.